# Норт Мидлсекс (Онтарио)
Норт Мидлсекс (енгл. North Middlesex) је општина у Канади у покрајини Онтарио. Према резултатима пописа 2011. у општини је живело 6.658 становника.

## Становништво
Према резултатима пописа становништва из 2011. у граду је живело 6.658 становника, што је за 1,2% мање у односу на попис из 2006. када је регистровано 6.740 житеља.
| 2006. | 2011. |
| ----- | ----- |
| 6.740 | 6.658 |